# 萊恩卡特 (喬治亞州)
萊恩卡特（英語：Laingkat）是位於美國喬治亞州第開特縣的一個鬼鎮。由於此地已於20世紀被荒廢，本地已無人居住。

## 地理
萊恩卡特的座標為30°43′10″N 84°29′18″W / 30.71944°N 84.48833°W，而該地的平均海拔高度為54米（即177英尺）。